# BO Spartak Myjava
BO Spartak Myjava (celým názvem: Basketbalový oddiel Spartak Myjava) je slovenský ženský basketbalový klub, který sídlí v Myjavě v Trenčínském kraji. Oddíl patří pod hlavičku Telovýchovné jednoty Spartaku Myjava. Největších úspěchů zažíval oddíl Spartaku v devadesátých letech, kdy býval pravidelným medailovým aspirantem v nejvyšší soutěži. Největším úspěchem oddílu bylo dosažení stříbrné medaile z let 1995 a 1997. Poslední účast v nejvyšší soutěži se datuje do sezóny 2007/08. Klubové barvy jsou černá a bílá.
Na mezinárodní scéně je největším úspěchem čtyřnásobná účast v Poháru Ronchettiové (první v sezóně 1993/94, poslední v sezóně 1998/99). Nejlépe se v tomto poháru Spartak umístil v sezóně 1997/98, kdy došel až do osmifinále.

## Historické názvy
Zdroj: 
- 199? – BO Spartak SAM Myjava (Basketbalový oddiel Spartak SAM Myjava)
- 200? – BO Spartak Myjava (Basketbalový oddiel Spartak Myjava)

## Umístění v jednotlivých sezonách
Zdroj: 
Legenda: ZČ - základní část, červené podbarvení - sestup, zelené podbarvení - postup, fialové podbarvení - reorganizace, změna skupiny či soutěže
| Slovensko (1993 – ) |                       |           |                 |           |                                                               |
| Sezóna              | Název v ročníku       | Úroveň    | Soutěž          | ZČ        | Play-off                                                      |
| 1993/94             | BO Spartak SAM Myjava | 1. úroveň | 1. liga         | 3. místo  | Zápas o 3. místo (výhra)                                      |
| 1994/95             | BO Spartak SAM Myjava | 1. úroveň | 1. liga         | 2. místo  | Finále                                                        |
| 1995/96             | BO Spartak SAM Myjava | 1. úroveň | 1. liga         | 3. místo  | Zápas o 3. místo (výhra)                                      |
| 1996/97             | BO Spartak SAM Myjava | 1. úroveň | 1. liga         | 2. místo  | Finále                                                        |
| 1997/98             | BO Spartak SAM Myjava | 1. úroveň | 1. liga         | 2. místo  | Zápas o 3. místo (výhra)                                      |
| 1998/99             | BO Spartak SAM Myjava | 1. úroveň | 1. liga         | 3. místo  | Zápas o 3. místo (výhra)                                      |
| 1999/00             | BO Spartak SAM Myjava | 1. úroveň | 1. liga         | 5. místo  | Zápas o 7. místo (výhra); odhlášení ze soutěže                |
| ...                 |                       |           |                 |           |                                                               |
| 2003/04             | BO Spartak Myjava     | 1. úroveň | Extraliga       | 8. místo  | Play-out (4. místo); sestup                                   |
| 2004/05             | BO Spartak Myjava     | 2. úroveň | 1. liga         | 1. místo  | Finálová skupina (1. místo); postup                           |
| 2005/06             | BO Spartak Myjava     | 1. úroveň | Extraliga       | 6. místo  | Čtvrtfinále                                                   |
| 2006/07             | BO Spartak Myjava     | 1. úroveň | Extraliga       | 7. místo  | Čtvrtfinále                                                   |
| 2007/08             | BO Spartak Myjava     | 1. úroveň | Extraliga       | 10. místo | Play-out (4. místo); sestup (přihláška do oblastních soutěží) |
| ...                 |                       |           |                 |           |                                                               |
| 2016/17             | BO Spartak Myjava     | 3. úroveň | 2. liga – sk. ? | ?. místo  | Postup                                                        |
| 2017/18             | BO Spartak Myjava     | 2. úroveň | 1. liga         | 15. místo |                                                               |
| 2018/19             | BO Spartak Myjava     | 2. úroveň | 1. liga         | 17. místo |                                                               |

## Účast v mezinárodních pohárech
Zdroj: 
| Výkonnostní úrovně                                                              |
| superpohár – Superpohár v basketbalu žen                                        |
| 1. výkonnostní úroveň – Pohár mistrů evropských zemí, Euroliga v basketbalu žen |
| 2. výkonnostní úroveň – Pohár Ronchettiové, EuroCup v basketbalu žen            |

Legenda: EL - Euroliga v basketbalu žen, PMEZ - Pohár mistrů evropských zemí, EC - EuroCup v basketbalu žen, SP - Superpohár v basketbalu žen, PR - Pohár Ronchettiové
- PR 1993/94 – 2. předkolo
- PR 1996/97 – Základní skupina H (3. místo)
- PR 1997/98 – Osmifinále
- PR 1998/99 – Základní skupina A (3. místo)